# 程明 (运动员)
程明（1986年2月11日—），中国女子射箭運動員。

## 生平
2003年5月，16岁的程明開始在长春业余军事体育学校接受射箭训练，較其他學員起步相对较晚；但是，憑著天赋和刻苦训练，她很快就打出成績，一年後（2004年）已在全国重点学校比赛中获得团体第二名，更在2005年的比赛中获得个人、团体项目比赛等五项冠军，只在50米的比赛中失手获得第三名。
2006年10月，程明入选吉林省射箭队，同年並代表吉林省贏得全国射箭锦标赛团体项目第三名；及至2009年十一运会后进入国家集训队。
2010年，程明代表中国出戰廣州舉行的亞洲運動會射箭比賽。其中，她在女子個人賽事力克韩国高手奇甫倍与朝鲜的权云实进入决赛；在金牌争夺战中，程明面對韩国的名将尹玉姬，在第一组第三箭出现失误只有7环，以25-27落后；其後再以27-28、27-28落敗，最终只获一枚银牌，但已创下了中国女子射箭队在亚运会上的最佳成績。
2011年，程明在射箭世界杯比赛美国站，首度贏得个人项目比赛冠軍；其後又在世界杯总决赛女子反曲弓个人赛中，以6比5战胜印度的库玛莉贏得冠軍。
2012年，程明代表中国出戰英國倫敦舉行的奥林匹克运动会射箭比賽女子個人和女子團體賽事。